# Dipyridamol
Dipyridamol ist ein Arzneistoff mit thrombozytenaggregationshemmender Wirkung,
der zur Thrombose- und Embolieprophylaxe erstmals durch die Firma Boehringer Ingelheim unter dem Handelsnamen Persantin auf den Markt kam. Heute wird der Arzneistoff in Kombination mit Acetylsalicylsäure (ASS) unter dem Handelsnamen Aggrenox (in Österreich: Asasantin) vertrieben. Diese Kombination wird zur Rezidivprophylaxe einer zerebralen Ischämie (TIA bzw. Schlaganfall) verordnet, wenn im Einzelfall von einem erhöhten Rezidivrisiko ausgegangen wird. Der erhöhte Nutzen dieser Kombinationstherapie im Vergleich zu einer alleinigen ASS-Gabe ist derzeit jedoch strittig.

## Pharmakodynamik
Es werden zwei Wirkungsmechanismen unterschieden. Einerseits wirkt Dipyridamol als spezifischer Blocker von Adenosintransportern und hemmt so die Wiederaufnahme von Adenosin in die Präsynapse. Es steht mehr Adenosin zur Verfügung, welches über einen Gs gekoppelten Rezeptor an der koronaren Gefäßmuskelzelle über cAMP eine Relaxation auslöst. Dieses Erklärungsmodell wird zur Erklärung der Anwendung als Koronardilatator sowie in der Diagnostik (s. u.) herangezogen. Die Anwendung in der Therapie ist aufgrund des Steal-Effektes (s. u.) obsolet.
Ein weiterer Wirkungsmechanismus ist die Hemmung der Phosphodiesterase, in Thrombozyten kommt es so zu einem Anstieg von cAMP, dadurch wiederum wird die Konzentration von freiem Ca2+ im Cytosol der Thrombozyten gesenkt. Dieser Effekt führt zu einer reduzierten Thrombozytenaggregation. Dies erklärt die Wirksamkeit bei der Schlaganfallprophylaxe.

## Anwendungsbeschränkungen und Nebenwirkungen
Bei rückenmarksnahen Regionalanästhesie-Verfahren (Spinalanästhesie bzw. Periduralanästhesie) sollte die Kombination von Dipyridamol und ASS 48 Stunden vorher abgesetzt werden, kann aber sofort nach dem Eingriff wieder gegeben werden.

## Diagnostik
Ein weiteres Einsatzgebiet von Dipyridamol ist die Myokardszintigrafie und die Belastungsechokardiografie. Durch Verabreichung der Substanz unter kontrollierten Bedingungen (EKG-Monitoring, Blutdruckmessung, Notfallbereitschaft) kann eine medikamentöse Herzbelastung erreicht werden und die Perfusion des Myocards mittels Einzelphotonen-Emissionscomputertomographie (SPECT), bzw. die Wandbewegung mit Ultraschall beurteilt werden.
Dipyridamol wirkt als Vasodilator, erweitert also gesunde Gefäße, die daraufhin einen erhöhten Blutfluss aufweisen. Stenosierte Gefäße bleiben verengt, so dass es dort – im Verhältnis zu den nun erweiterten gesunden Gefäßen – zu einer weiteren Abnahme der Durchblutung kommt. Diesen Effekt nennt man Steal-Effekt (s. o.) Die Myokardzellen werden nun nicht mehr ausreichend versorgt, was zur Ischämie führt (Antidot: Theophyllin).

## Kombination mit Acetylsalicylsäure
Heute wird der Arzneistoff in Kombination mit Acetylsalicylsäure (Aggrenox, früher Asasantin) vertrieben. Der erhöhte Nutzen dieser Kombinationstherapie im Vergleich zu einer alleinigen ASS-Gabe ist derzeit jedoch umstritten.
Der JASAP-Studie zufolge, die in Japan durchgeführt wurde, treten unter der Kombination von Dipyridamol mit ASS 1,47 Mal mehr Schlaganfälle auf als unter ASS alleine; auch die Kopfschmerzrate war erhöht. Die von der Herstellerfirma Boehringer Ingelheim selbst initiierte JASAP-Studie konnte die Überlegenheit von Dipyridamol/ASS gegenüber ASS nicht nachweisen. Im Jahr 2011 wurde trotz des Kostenunterschiedes zwischen der Kombinationstherapie und ASS (Tagesdosis: 1,60 € vs. 0,03 €) in der Leitlinie der Deutschen Gesellschaft für Neurologie die Kombinationstherapie mit ASS/Dipyridamol zur Sekundärprophylaxe des Schlaganfalls bei Patienten mit hohem Rezidivrisiko empfohlen.
Laut einer statistischen Auswertung des IQWiG ist die Kombination aus ASS und Dipyridamol zur Vermeidung erneuter Schlaganfälle nach erstmaligem Schlaganfall nicht wirksamer als die alleinige Gabe von ASS oder Clopidogrel. Die Nutzenbewertung des IQWiG-Berichts beruht dabei auf der statistischen Auswertung der Ergebnisse von sechs Studien, u. a. ESPS-2, ProFESS und JASAP. Die Ergebnisse der ESPRIT-Studie wurden in der Nutzenbewertung durch das IQWiG nicht berücksichtigt. Der Gemeinsame Bundesausschuss nahm den Bericht des IQWiG als Grundlage für seinen Beschluss vom 16. Mai 2013, das Medikament von der Verordnung auszuschließen. Das Bundesministerium für Gesundheit bat jedoch auf der Grundlage von Informationen des Bundesinstituts für Arzneimittel und Medizinprodukte (BfArM), das einen Widerspruch zwischen der Nutzen-Risiko-Bewertung der Zulassungsbehörde und der Bewertung der Zweckmäßigkeit durch das IQWiG sieht, vor der Inkraftsetzung des Beschlusses den B-GA um eine ergänzende Stellungnahme. Der Verordnungsausschluss ist am 1. April 2014 in Kraft getreten.

## Handelsnamen
Monopräparate

Persantin (A)
Kombinationspräparate

Aggrenox (D), Asasantin (A, CH)